# Sondernach
Sondernach es una comuna francesa situada en la circunscripción administrativa de Alto Rin y, desde el 1 de enero de 2021, en el territorio de la Colectividad Europea de Alsacia, en la región de Gran Este.

## Demografía
| 554 | 588 | 559 | 527 | 540 | 614 | 600 |
| Para los censos de 1962 a 1999 la población legal corresponde a la población sin duplicidades (Fuente: INSEE [Consultar]) |     |     |     |     |     |     |

## Turismo
Accesibles a diferentes tipos de turismo, las numerosas rutas de senderismo, creadas y mantenidas periódicamente por el Club Vosgien, están salpicadas de refugios de montaña.
La estación de esquí de Schnepfenried es otra de las principales atracciones de la localidad.

## Patrimonio y cultura

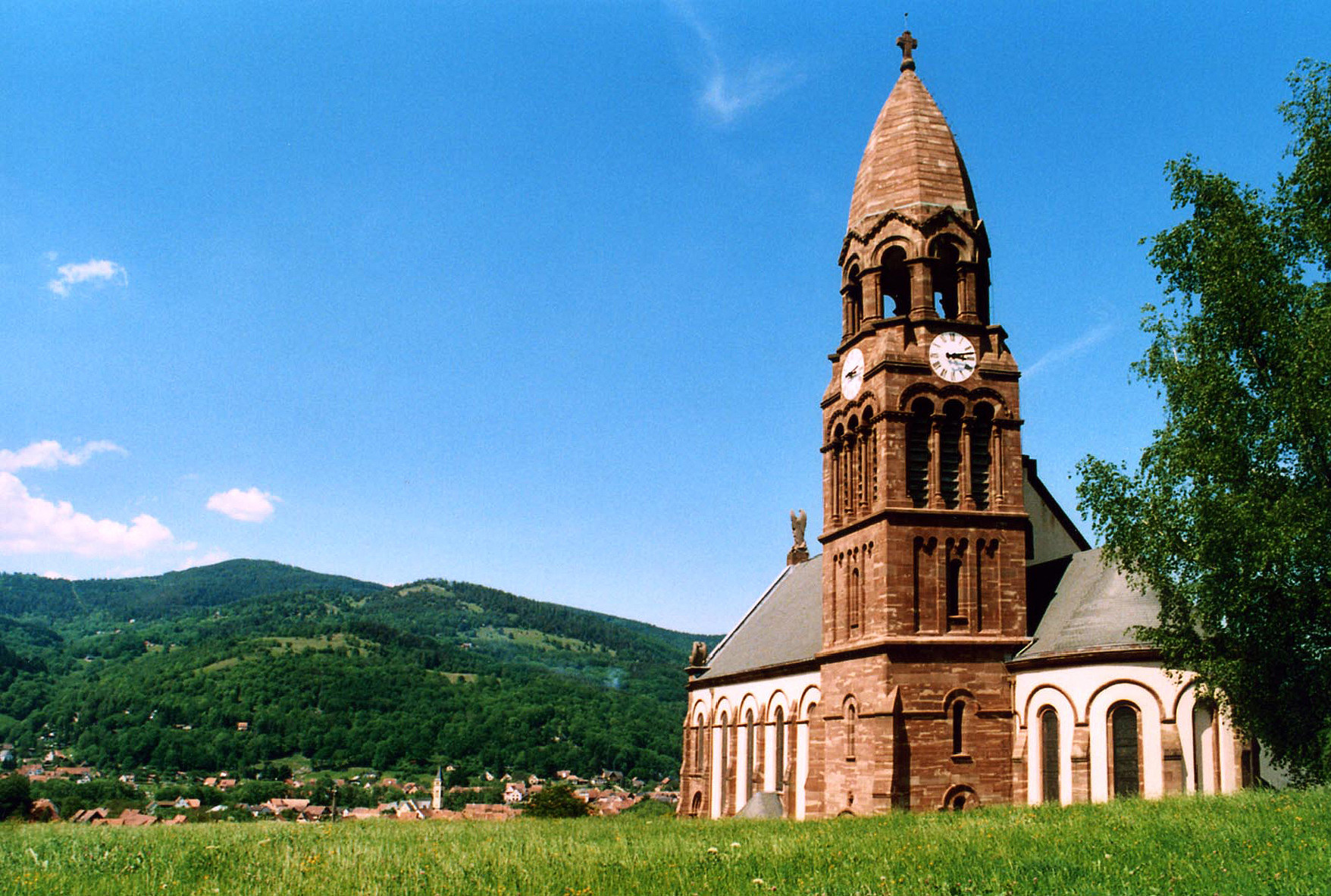
Iglesia de l'Emm, Notre-Dame des Neiges, edificio indexado en la base Mérimée

- Iglesia memorial de l'Emm :